# Rivalité Federer-Nadal
|                                                |  |  |
| Roger Federer à gauche, Rafael Nadal à droite. |  |  |

La rivalité Federer-Nadal (dont les rencontres sont parfois appelées Fedal,) oppose les deux joueurs de tennis professionnels Roger Federer et Rafael Nadal. Entre juillet 2005 et août 2009, les deux joueurs sont restés classés sans interruption dans le top 2 au classement ATP et 24 de leurs 40 matchs ont été des finales, dont 9 en Grand Chelem, un record codétenu avec la rivalité Djokovic-Nadal.
Depuis 2008, la poussée de Novak Djokovic jusqu'à la place de numéro 2 en 2010 et numéro 1 mondial en 2011 et la quasi-stabilité d'Andy Murray à la quatrième place ainsi que ses incursions à la 3e, 2e place mondiale en 2009 et puis à la 1re place mondiale en 2016 ont incité les journalistes à étendre cette rivalité à un Big Four,,,.

## Bilan des confrontations

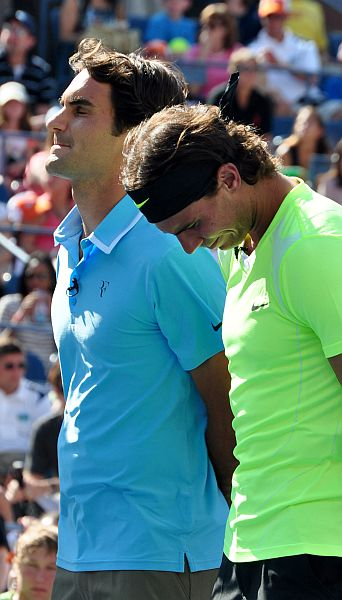
Roger Federer et Rafael Nadal lors du Arthur Ashe Kids' Day à l'US Open en 2010.

Sur leurs 40 face-à-face en simple (hors matchs amicaux), Nadal mène 24-16. Sur terre battue, la surface de prédilection de Rafael Nadal, ce dernier mène 14-2 face au Suisse. C'est sur cette surface que les deux joueurs se sont le plus affrontés[réf. nécessaire]. Le score est de 14-10 pour Roger Federer sur les autres surfaces (11-9 sur surfaces dures, 3-1 sur gazon). À titre de comparaison, Rafael Nadal et Novak Djokovic se sont rencontrés 60 fois (31 victoires pour Djokovic contre 29 pour Nadal), ce qui constitue le record du nombre de confrontations chez les hommes. Chez les dames Chris Evert et Martina Navrátilová se sont rencontrées 80 fois.
Entre juillet 2005 et mars 2011, Federer et Nadal sont restés pratiquement tout le temps classés aux deux premières places mondiales (seuls Novak Djokovic et Andy Murray ont passé respectivement 28 et 4 semaines à la 2e place mondiale durant ce laps de temps) et sont les premiers joueurs de l'histoire à avoir occupé ces places durant 5 années consécutives.
Federer a été classé no 1 mondial pendant une durée record de 237 semaines consécutives à compter de février 2004. Nadal, qui a 5 ans de moins, accède à la seconde place mondiale en juillet 2005 et l'occupe pour une durée record de 160 semaines consécutives avant de surpasser Federer et de devenir pour la première fois numéro 1 mondial en août 2008. Le 6 juillet 2009 grâce à sa victoire à Wimbledon, Federer occupe à nouveau la 1re place aux dépens de Nadal qui redescend à la 2e. Le 6 juin 2010 Nadal reprend la place de numéro 1 mondial grâce à sa victoire au tournoi de Roland-Garros 2010. Enfin, le 4 juillet 2011, Nadal perd la première place au profit de Novak Djokovic, à la suite de la victoire de ce dernier en finale de Wimbledon face à Nadal. C'est la première fois depuis l'accession de Federer à la première place mondiale en février 2004 que ce classement n'est détenu ni par Federer ni par Nadal.
Étant donné que les tableaux des tournois sont fondés sur le classement des participants, 24 de leurs matchs ont été des finales, dont 9 en Grand Chelem, un record. De 2006 à 2008, ils ont joué chaque finale à Roland-Garros et Wimbledon, puis ils se sont également rencontrés lors des finales de l'Open d'Australie 2009 et 2017 et celle de Roland-Garros 2011. Nadal a remporté six de ces neuf matchs, perdant les deux premiers Wimbledon et l'Open d'australie 2017. Quatre de ces matchs furent joués en 5 sets (Wimbledon en 2007 et 2008, Open d'Australie 2009 et 2017). la finale de Wimbledon 2008 est considérée comme l'un des plus grands matchs de l'histoire par de nombreux spécialistes,,,. Ils se sont également affrontés lors de 12 finales en Masters 1000, ce qui est un record ; la finale du Masters de Rome 2006 dura 5 heures et autant de sets, remportée par Nadal, et dans laquelle Federer a eu 2 balles de match dans le dernier set ; ce Masters manque d'ailleurs toujours à son palmarès. Pour remporter la finale du Masters de Miami 2005, Federer remonta un handicap de 2 sets à 0 mais Rafael Nadal prendra sa revanche 6 ans plus tard avec une victoire nette en 2 sets (6-3, 6-2). À Roland-Garros en 2007, Federer convertit 1 balle de break sur 17, soit seulement 5 % de réussite.
Il ne se sont rencontrés que deux fois en dehors des Grands Chelems, Masters 1000 ou ATP World Tour Finals (à Dubaï et à Bâle). Cela s'explique par le fait que les deux joueurs ne participent que rarement à des tournois de moindre importance.
Alors que Nadal est longtemps demeuré la bête noire du Suisse, force est de constater que la tendance s'est inversée en 2017. En effet, les 2 joueurs se sont affrontés 4 fois durant cette année, pour autant de victoires de Federer (toutes sur dur). Leur finale à Melbourne restera comme l'un des sommets historiques de leur rivalité, autant par le contexte du duel que par sa qualité tennistique. Grâce à des prises de balle très tôt, notamment en revers; qui lui a longtemps posé problème face à l'Espagnol; et une vraie volonté d'agresser son adversaire sur chaque coup, le Suisse parvient enfin à trouver la faille chez Nadal.
Le 7 juin 2019, après pratiquement deux ans sans se croiser sur le court, un nouveau Fedal est annoncé en demi-finale de Roland Garros. Le match de légende tourne rapidement en faveur de l'Espagnol, qui l'emporte 6-3, 6-4, 6-2 en 2h25 dans des conditions de jeu dantesques, où le vent fut le principal adversaire de Federer.
Le 12 juillet de la même année, Federer rencontre Nadal en demi-finale de Wimbledon, 11 ans après leur fameuse finale de 2008 et seulement pour la quatrième fois sur gazon. Le Suisse l’emporte en quatre sets 7-63, 1-6, 6-3, 6-4 en 3h02, en démontrant une nouvelle fois qu'il a trouvé la clé pour vaincre son plus grand rival.
|  | Roger Federer | 16 - 24 | Rafael Nadal |  |

## Liste des rencontres

### En simple
- Officiel[8]

| No | Vainqueur (+ classement) | Vaincu (+ classement) | Pays                | Tournoi                | Date          | Tour   | Score                                  | Surface      | Durée  | /       |
| 40 | Roger Federer no 3       | Rafael Nadal no 2     | Royaume-Uni         | G. C. Wimbledon        | juillet 2019  | Demie  | 4 sets : 7-63, 1-6, 6-3, 6-4           | Gazon        | 3 h 02 | 24 / 16 |
| 39 | Rafael Nadal no 2        | Roger Federer no 3    | France              | G. C. Roland-Garros    | juin 2019     | Demie  | 3 sets : 6-3, 6-4, 6-2                 | Terre battue | 2 h 25 | 24 / 15 |
| 38 | Roger Federer no 2       | Rafael Nadal no 1     | Chine               | Masters de Shanghai    | octobre 2017  | Finale | 2 sets : 6-4, 6-3                      | Dur (ext.)   | 1 h 12 | 23 / 15 |
| 37 | Roger Federer no 6       | Rafael Nadal no 7     | États-Unis          | Masters de Miami       | avril 2017    | Finale | 2 sets : 6-3, 6-4                      | Dur (ext.)   | 1 h 34 | 23 / 14 |
| 36 | Roger Federer no 10      | Rafael Nadal no 6     | États-Unis          | Masters d'Indian Wells | mars 2017     | 1/8    | 2 sets : 6-2, 6-3                      | Dur (ext.)   | 1 h 8  | 23 / 13 |
| 35 | Roger Federer no 17      | Rafael Nadal no 9     | Australie           | G. C. Open d'Australie | janvier 2017  | Finale | 5 sets : 6-4, 3-6, 6-1, 3-6, 6-3       | Dur (ext.)   | 3 h 37 | 23 / 12 |
| 34 | Roger Federer no 3       | Rafael Nadal no 7     | Suisse              | Bâle                   | octobre 2015  | Finale | 3 sets : 6-3, 5-7, 6-3                 | Dur (int.)   | 2 h 2  | 23 / 11 |
| 33 | Rafael Nadal no 1        | Roger Federer no 6    | Australie           | G. C. Open d'Australie | janvier 2014  | Demie  | 3 sets : 7-64, 6-3, 6-3                | Dur (ext.)   | 2 h 24 | 23 / 10 |
| 32 | Rafael Nadal no 1        | Roger Federer no 7    | Royaume-Uni         | Masters                | novembre 2013 | Demie  | 2 sets : 7-5, 6-3                      | Dur (int.)   | 1 h 19 | 22 / 10 |
| 31 | Rafael Nadal no 3        | Roger Federer no 5    | États-Unis          | Masters de Cincinnati  | août 2013     | Quarts | 3 sets : 5-7, 6-4, 6-3                 | Dur (ext.)   | 2 h 12 | 21 / 10 |
| 30 | Rafael Nadal no 5        | Roger Federer no 3    | Italie              | Masters de Rome        | mai 2013      | Finale | 2 sets : 6-1, 6-3                      | Terre battue | 1 h 7  | 20 / 10 |
| 29 | Rafael Nadal no 5        | Roger Federer no 2    | États-Unis          | Masters d'Indian Wells | mars 2013     | Quarts | 2 sets : 6-4, 6-2                      | Dur (ext.)   | 1 h 24 | 19 / 10 |
| 28 | Roger Federer no 3       | Rafael Nadal no 2     | États-Unis          | Masters d'Indian Wells | mars 2012     | Demie  | 2 sets : 6-3, 6-4                      | Dur (ext.)   | 1 h 31 | 18 / 10 |
| 27 | Rafael Nadal no 2        | Roger Federer no 3    | Australie           | G. C. Open d'Australie | janvier 2012  | Demie  | 4 sets : 65-7, 6-2, 7-65, 6-4          | Dur (ext.)   | 3 h 42 | 18 / 9  |
| 26 | Roger Federer no 4       | Rafael Nadal no 2     | Royaume-Uni         | Masters                | novembre 2011 | Poule  | 2 sets : 6-3, 6-0                      | Dur (int.)   | 1 h 1  | 17 / 9  |
| 25 | Rafael Nadal no 1        | Roger Federer no 3    | France              | G. C. Roland-Garros    | juin 2011     | Finale | 4 sets : 7-5, 7-63, 5-7, 6-1           | Terre battue | 3 h 39 | 17 / 8  |
| 24 | Rafael Nadal no 1        | Roger Federer no 3    | Espagne             | Masters de Madrid      | mai 2011      | Demie  | 3 sets : 5-7, 6-1, 6-3                 | Terre battue | 2 h 36 | 16 / 8  |
| 23 | Rafael Nadal no 1        | Roger Federer no 3    | États-Unis          | Masters de Miami       | mars 2011     | Demie  | 2 sets : 6-3, 6-2                      | Dur          | 1 h 18 | 15 / 8  |
| 22 | Roger Federer no 2       | Rafael Nadal no 1     | Royaume-Uni         | Masters                | novembre 2010 | Finale | 3 sets : 6-3, 3-6, 6-1                 | Dur (int.)   | 1 h 37 | 14 / 8  |
| 21 | Rafael Nadal no 3        | Roger Federer no 1    | Espagne             | Masters de Madrid      | mai 2010      | Finale | 2 sets : 6-4, 7-65                     | Terre battue | 2 h 10 | 14 / 7  |
| 20 | Roger Federer no 2       | Rafael Nadal no 1     | Espagne             | Masters de Madrid      | mai 2009      | Finale | 2 sets : 6-4, 6-4                      | Terre battue | 1 h 26 | 13 / 7  |
| 19 | Rafael Nadal no 1        | Roger Federer no 2    | Australie           | G. C. Open d'Australie | janvier 2009  | Finale | 5 sets : 7-5, 3-6, 7-63, 3-6, 6-2      | Dur          | 4 h 23 | 13 / 6  |
| 18 | Rafael Nadal no 2        | Roger Federer no 1    | Royaume-Uni         | G. C. Wimbledon        | juillet 2008  | Finale | 5 sets : 6-4, 6-4, 65-7, 68-7, 9-7     | Gazon        | 4 h 48 | 12 / 6  |
| 17 | Rafael Nadal no 2        | Roger Federer no 1    | France              | G. C. Roland-Garros    | juin 2008     | Finale | 3 sets : 6-1, 6-3, 6-0                 | Terre battue | 1 h 48 | 11 / 6  |
| 16 | Rafael Nadal no 2        | Roger Federer no 1    | Allemagne           | Masters de Hambourg    | mai 2008      | Finale | 3 sets : 7-5, 63-7, 6-3                | Terre battue | 2 h 52 | 10 / 6  |
| 15 | Rafael Nadal no 2        | Roger Federer no 1    | Monaco              | Masters de Monte-Carlo | avril 2008    | Finale | 2 sets : 7-5, 7-5                      | Terre battue | 1 h 43 | 9 / 6   |
| 14 | Roger Federer no 1       | Rafael Nadal no 2     | Chine               | Masters                | novembre 2007 | Demie  | 2 sets : 6-4, 6-1                      | Dur (int.)   | 0 h 59 | 8 / 6   |
| 13 | Roger Federer no 1       | Rafael Nadal no 2     | Royaume-Uni         | G. C. Wimbledon        | juillet 2007  | Finale | 5 sets : 7-67, 4-6, 7-63, 2-6, 6-2     | Gazon        | 3 h 45 | 8 / 5   |
| 12 | Rafael Nadal no 2        | Roger Federer no 1    | France              | G. C. Roland-Garros    | juin 2007     | Finale | 4 sets : 6-3, 4-6, 6-3, 6-4            | Terre battue | 3 h 10 | 8 / 4   |
| 11 | Roger Federer no 1       | Rafael Nadal no 2     | Allemagne           | Masters de Hambourg    | mai 2007      | Finale | 3 sets : 2-6, 6-2, 6-0                 | Terre battue | 1 h 55 | 7 / 4   |
| 10 | Rafael Nadal no 2        | Roger Federer no 1    | Monaco              | Masters de Monte-Carlo | avril 2007    | Finale | 2 sets : 6-4, 6-4                      | Terre battue | 1 h 35 | 7 / 3   |
| 9  | Roger Federer no 1       | Rafael Nadal no 2     | Chine               | Masters                | novembre 2006 | Demie  | 2 sets : 6-4, 7-5                      | Dur (int.)   | 1 h 53 | 6 / 3   |
| 8  | Roger Federer no 1       | Rafael Nadal no 2     | Royaume-Uni         | G. C. Wimbledon        | juillet 2006  | Finale | 4 sets : 6-0, 7-65, 62-7, 6-3          | Gazon        | 2 h 58 | 6 / 2   |
| 7  | Rafael Nadal no 2        | Roger Federer no 1    | France              | G. C. Roland-Garros    | juin 2006     | Finale | 4 sets : 1-6, 6-1, 6-4, 7-64           | Terre battue | 3 h 2  | 6 / 1   |
| 6  | Rafael Nadal no 2        | Roger Federer no 1    | Italie              | Masters de Rome        | mai 2006      | Finale | 5 sets : 6-7, 7-6(5), 6-4, 2-6, 7-6(5) | Terre battue | 5 h 5  | 5 / 1   |
| 5  | Rafael Nadal no 2        | Roger Federer no 1    | Monaco              | Masters de Monte-Carlo | avril 2006    | Finale | 4 sets : 6-2, 62-7, 6-3, 7-6(5)        | Terre battue | 3 h 50 | 4 / 1   |
| 4  | Rafael Nadal no 2        | Roger Federer no 1    | Émirats arabes unis | Dubai                  | février 2006  | Finale | 3 sets : 2-6, 6-4, 6-4                 | Dur          | 1 h 53 | 3 / 1   |
| 3  | Rafael Nadal no 5        | Roger Federer no 1    | France              | G. C. Roland-Garros    | mai 2005      | Demie  | 4 sets : 6-3, 4-6, 6-4, 6-3            | Terre battue | 2 h 47 | 2 / 1   |
| 2  | Roger Federer no 1       | Rafael Nadal no 31    | États-Unis          | Masters de Miami       | mars 2005     | Finale | 5 sets : 2-6, 64-7, 7-65, 6-3, 6-1     | Dur          | 3 h 43 | 1 / 1   |
| 1  | Rafael Nadal no 34       | Roger Federer no 1    | États-Unis          | Masters de Miami       | mars 2004     | 1/16   | 2 sets : 6-3, 6-3                      | Dur          | 1 h 10 | 1 / 0   |

- Exhibition

| N° | Vainqueur (+ classement) | Vaincu (+ classement) | Drap. | Pays                | Lieu              | Date          | Tour          | Score           | Surface    | Surface      | /     |
| 1  | Roger Federer no 1       | Rafael Nadal no 2     |       | Corée du Sud        | Séoul             | novembre 2006 | Exhibition    | 6-3, 3-6, 6-3   | Dur (int.) | Dur (int.)   | 0 / 1 |
| 2  | Rafael Nadal no 2        | Roger Federer no 1    |       | Espagne             | Palma de Majorque | mai 2007      | Exhibition    | 7-5, 4-6, 7-610 | Gazon      | Terre battue | 1 / 1 |
| 3  | Roger Federer no 2       | Rafael Nadal no 1     |       | Suisse              | Zurich            | décembre 2010 | Exhibition    | 4-6, 6-3, 6-3   | Dur (int.) | Dur (int.)   | 1 / 2 |
| 4  | Rafael Nadal no 1        | Roger Federer no 2    |       | Espagne             | Madrid            | décembre 2010 | Exhibition    | 7-6, 4-6, 6-1   | Dur (int.) | Dur (int.)   | 2 / 2 |
| 5  | Rafael Nadal no 1        | Roger Federer no 2    |       | Émirats arabes unis | Abu Dhabi         | janvier 2011  | Finale        | 7-6, 7-6        | Dur        | Dur          | 3 / 2 |
| 6  | Rafael Nadal no 1        | Roger Federer no 2    |       | États-Unis          | Eugene            | mars 2011     | Exhibition    | 7-5             | Dur        | Dur          | 4 / 2 |
| 7  | Rafael Nadal no 2        | Roger Federer no 3    |       | Émirats arabes unis | Abu Dhabi         | janvier 2012  | Petite finale | 6-1, 7-5        | Dur        | Dur          | 5 / 2 |
| 8  | Roger Federer no 4       | Rafael Nadal no 2     |       | Afrique du Sud      | Cape Town         | février 2020  | Exhibition    | 6-4, 3-6, 6-3   | Dur        | Dur          | 5 / 3 |

### En double
- Officiel[8]

| N° | Vainqueurs (+ classement)               | Vaincus (+ classement)                  | Drap. | Lieu       | Tournoi                | Date      | Tour  | Score         | Surface      | /     |
| 1  | Rafael Nadal no 36 / Tommy Robredo      | Roger Federer no 1 / Yves Allegro       |       | États-Unis | Masters d'Indian Wells | mars 2004 | 1/8   | 5-7, 6-4, 6-3 | Dur          | 1 / 0 |
| 2  | Rafael Nadal no 2 / Carlos Moyà         | Roger Federer no 1 / Stanislas Wawrinka |       | Italie     | Masters de Rome        | mai 2007  | 1/32  | 6-4, 7-65     | Terre battue | 2 / 0 |
| 3  | Roger Federer no 2 / Stanislas Wawrinka | Rafael Nadal no 1 / Marc López          |       | États-Unis | Masters d'Indian Wells | mars 2011 | Demie | 7-5, 6-3      | Dur          | 2 / 1 |

- Exhibition

| N° | Vainqueurs (+ classement)         | Vaincus (+ classement)           | Drap. | Lieu         | Date      | Tour       | Score | Surface | /     |
| 1  | Roger Federer no 1 / Pete Sampras | Rafael Nadal no 2 / Andre Agassi |       | Indian Wells | mars 2010 | Exhibition | 8-6   | Dur     | 0 / 1 |

## Tableau comparatif
Dernière mise à jour : 12 juillet 2019.
| Confrontation                                  | Rafael Nadal | Roger Federer | Total |
| ---------------------------------------------- | ------------ | ------------- | ----- |
| Au total                                       | 24           | 16            | 40    |
| terre battue                                   | 14           | 2             | 16    |
| Surface rapide (Dur/Gazon/Moquette)            | 10           | 14            | 24    |
| gazon                                          | 1            | 3             | 4     |
| moquette                                       | 0            | 0             | 0     |
| dur                                            | 9            | 11            | 20    |
| dur outdoor                                    | 8            | 6             | 14    |
| dur indoor (en salle)                          | 1            | 5             | 6     |
| outdoor                                        | 23           | 11            | 34    |
| indoor (en salle)                              | 1            | 5             | 6     |
| Grand Chelem                                   | 10           | 4             | 14    |
| Masters                                        | 1            | 4             | 5     |
| Masters 1000                                   | 12           | 7             | 19    |
| 500 series                                     | 1            | 1             | 2     |
| 250 series                                     | 0            | 0             | 0     |
| Finale                                         | 14           | 10            | 24    |
| Finale de Grand Chelem                         | 6            | 3             | 9     |
| Finale de Masters                              | 0            | 1             | 1     |
| Finale de Masters 1000                         | 7            | 5             | 12    |
| Match en 2 sets gagnants                       | 12           | 11            | 23    |
| Match en 3 sets gagnants                       | 12           | 5             | 17    |
| Victoire en 5 sets                             | 3            | 3             | 6     |
| Victoire 3 sets à 0                            | 3            | 0             | 3     |
| Victoire 2 sets à 0                            | 8            | 8             | 16    |
| Remontée de 1 set à 0 (match en 3 sets)        | 2            | 1             | 3     |
| Remontée de 2 sets à 0 (match en 5 sets)       | 0            | 1             | 1     |
| Victoire en sauvant des balles de match*       | 1 (2 BdM)    | 0             | 1     |
| Maximum de victoires d'affilée*                | 5 (× 3)      | 5             | -     |
| Maximum de victoires d'affilée en Grand Chelem | 6            | 1             | -     |
| Tie-breaks remportés*                          | 10           | 11            | 21    |
| 6-0 remporté                                   | 1            | 3             | 4     |
| Exhibition                                     | 5            | 3             | 8     |
| Double                                         | 2            | 1             | 3     |
| 2004                                           | 1            | 0             | 1     |
| 2005                                           | 1            | 1             | 2     |
| 2006                                           | 4            | 2             | 6     |
| 2007                                           | 2            | 3             | 5     |
| 2008                                           | 4            | 0             | 4     |
| 2009                                           | 1            | 1             | 2     |
| 2010                                           | 1            | 1             | 2     |
| 2011                                           | 3            | 1             | 4     |
| 2012                                           | 1            | 1             | 2     |
| 2013                                           | 4            | 0             | 4     |
| 2014                                           | 1            | 0             | 1     |
| 2015                                           | 0            | 1             | 1     |
| 2017                                           | 0            | 4             | 4     |
| 2019                                           | 1            | 1             | 2     |
| en Espagne                                     | 2            | 1             | 3     |
| en Suisse                                      | 0            | 1             | 1     |

Dur / Gazon (indoor/outdoor) :
| Confrontation                 | Rafael Nadal | Roger Federer | Total |
| ----------------------------- | ------------ | ------------- | ----- |
| outdoor (dur outdoor / gazon) | 9            | 9             | 18    |
| indoor (dur indoor)           | 1            | 5             | 6     |
| Grand Chelem                  | 4            | 4             | 8     |
| Masters                       | 1            | 4             | 5     |
| Masters 1000                  | 4            | 5             | 9     |
| 500 series                    | 1            | 1             | 2     |
| Finale                        | 3            | 8             | 11    |
| Finale de Grand Chelem        | 2            | 3             | 5     |
| Finale de Masters             | 0            | 1             | 1     |
| Finale de Masters 1000        | 0            | 3             | 3     |
| Finale 500 series             | 1            | 1             | 2     |
| 2004                          | 1            | 0             | 1     |
| 2005                          | 0            | 1             | 1     |
| 2006                          | 1            | 2             | 3     |
| 2007                          | 0            | 1             | 1     |
| 2008                          | 1            | 0             | 1     |
| 2009                          | 1            | 0             | 1     |
| 2010                          | 1            | 1             | 2     |
| 2011                          | 1            | 1             | 2     |
| 2012                          | 1            | 1             | 2     |
| 2013                          | 3            | 0             | 3     |
| 2014                          | 1            | 0             | 1     |
| 2015                          | 0            | 1             | 1     |
| 2017                          | 0            | 4             | 4     |
| 2019                          | 0            | 1             | 1     |

Terre battue 
| Confrontation          | Rafael Nadal | Roger Federer | Total |
| ---------------------- | ------------ | ------------- | ----- |
| outdoor                | 14           | 2             | 16    |
| Grand Chelem           | 6            | 0             | 6     |
| Masters 1000           | 8            | 2             | 10    |
| Finale                 | 11           | 2             | 13    |
| Finale de Grand Chelem | 4            | 0             | 4     |
| Finale de Masters 1000 | 7            | 2             | 9     |
| 2005                   | 1            | 0             | 1     |
| 2006                   | 3            | 0             | 3     |
| 2007                   | 2            | 1             | 3     |
| 2008                   | 3            | 0             | 3     |
| 2009                   | 0            | 1             | 1     |
| 2010                   | 1            | 0             | 1     |
| 2011                   | 2            | 0             | 2     |
| 2013                   | 1            | 0             | 1     |
| 2019                   | 1            | 0             | 1     |

## Rencontres officielles

### En simple

#### 01:Masters de Miami 2004
Première rencontre et victoire surprise de Nadal, 17 ans et 34e joueur mondial. Il crée la sensation en battant Federer, alors no 1 mondial depuis 1 mois et demi (6-3, 6-3). Nadal réussit trois breaks durant le match alors que Federer n'a eu aucune balle de break. Le no 1 se remet d'une insolation doublée d’une gastro-entérite contractée à Indian Wells. Il peine à battre au premier tour Nikolay Davydenko, no 54 mondial (6-2, 3-6, 7-5). Nadal réussit 13 points sur 14 dans ses montées au filet et 81 % de premières balles (première seconde). Durant le match, Nadal qui est gaucher joue beaucoup sur le revers de Federer avec son coup droit déjà puissant afin de s'ouvrir le court.

#### 02:Masters de Miami 2005
Les deux premières manches sont dominées par Nadal (2-6, 6-7). Federer rate deux smashs quasi consécutifs, perd son sang froid et jette sa raquette à terre de rage. Nadal mène la troisième manche 4-1, service à suivre. Mais Federer renverse la situation et l'emmène au tie-break où Nadal mène 5 points à 3 et se retrouve à deux points du match, mais le Suisse remporte 4 points de suite et conclu le tie break 7-5. Cette troisième manche sera le tournant du match car ayant dépensé beaucoup d'énergie, l'Espagnol ne parvient plus à suivre la cadence. Federer remporte les deux dernières manches 6-3, 6-1 et remporte le tournoi. Il s'agit d'un des plus beaux retournements de situation dans la carrière du Suisse. À noter que depuis le début de sa carrière, Nadal n'a perdu que trois matches en ayant mené 2 sets à 0.

#### 03:Roland-Garros 2005
Première rencontre en Grand Chelem et victoire de Nadal en 1/2 finale (6-3, 4-6, 6-4, 6-3). Il dispose en 4 sets du Suisse qui n'avait jusqu'alors pas perdu le moindre set dans le tournoi.

#### 04:Open de Dubaï 2006
Après avoir déclaré forfait au tournoi de Rotterdam et en Coupe Davis, Federer fait son retour sur le circuit au tournoi de Dubaï, où il perd en finale contre Nadal même s'il gagne finalement plus de points.

#### 05:Masters de Monte-Carlo 2006
Deuxième rencontre sur terre battue : Federer n'y arrive toujours pas et s'incline.

#### 06:Masters de Rome 2006
La plus longue rencontre en temps (5h05), et elle est remportée par Nadal. Ce match illustre le sang-froid et la solidité de l'Espagnol qui, mené 1-4 dans le cinquième set, renverse la situation en emmenant Federer au tie-break et en sauvant au passage 2 balles de match à 5-6. Finalement, le Suisse s'incline en ayant pourtant remporté plus de points que son adversaire, mais il n'aura pas été solide sur les points importants.

#### 07:Roland-Garros 2006
Première finale en Grand Chelem et victoire de Nadal qui empêche Federer de réaliser le Grand Chelem. Le Suisse ne parvenant pas à déborder l'Espagnol, force ses frappes et commet un nombre étonnant de fautes directes (51).

#### 08:Tournoi de Wimbledon 2006
Première rencontre sur gazon remportée par le spécialiste de la surface : Federer, qui inflige d'entrée de jeu à Nadal un 6-0.

#### 09:Masters de tennis masculin 2006
Pas trop à l'aise en salle, Nadal s'incline.

#### 10:Masters de Monte-Carlo 2007
Cinquième victoire d'affilée sur les cinq rencontres sur terre battue pour Nadal.

#### 11:Tournoi de tennis de Hambourg (ATP 2007)
Après de nombreux échecs contre Nadal sur terre battue, Federer s'impose pour la première fois, 2-6, 6-2, 6-0, brisant sa série extraordinaire de 81 victoires consécutives sur cette surface. Cela reste à ce jour le record de victoires consécutives sur une même surface.

#### 12:Roland-Garros 2007
Federer est stoppé dans sa conquête du Grand Chelem dès Roland-Garros et pour la deuxième année consécutive par son seul réel rival : Nadal.

#### 13:Tournoi de Wimbledon 2007
Nadal passe tout près de la victoire en obtenant les premières balles de break dans le cinquième set, mais Federer finit par l'emporter au terme d'un match "fantastique et excitant de la première à la dernière minute". Laurent Vergne (chef des informations à Eurosport), considère que, si cette finale a eu moins de rebondissements que la finale de 2008, selon les paramètres tennistiques habituels (intensité et niveau de jeu, vitesse, variations, caractère offensif), la finale de 2007 était encore supérieure à celle de 2008. Avec le recul, cette finale est parfois considéré comme le match le plus intense jamais joué entre les deux joueurs.

#### 14:Masters de tennis masculin 2007
Encore une défaite de Nadal en salle face à Federer.

#### 15:Masters de Monte-Carlo 2008
Nadal, de retour sur terre battue, bat Federer dans un match où il renverse la situation en remportant le second set 7-5 après avoir été mené 0-4. Il gagnera finalement 7-5, 7-5.

#### 16:Tournoi de tennis de Hambourg (ATP 2008)
Nadal remporte enfin Hambourg après sa défaite de l'an passé face à Federer, triple vainqueur du tournoi. À l'instar du Masters de Monte-Carlo deux semaines plus tôt, Nadal fait encore preuve d'un mental hors-norme en alignant 6 jeux d'affilée dans le premier set alors qu'il était mené 1-5. Il s'imposera finalement 7-5, 6-7, 6-3.

#### 17:Roland-Garros 2008
Nadal bat facilement Federer (6-1, 6-3, 6-0) en finale et lui inflige la plus lourde défaite de sa carrière en Grand Chelem. L'Espagnol a survolé le tournoi en ne perdant pas le moindre set de toute la quinzaine.

#### 18:Tournoi de Wimbledon 2008

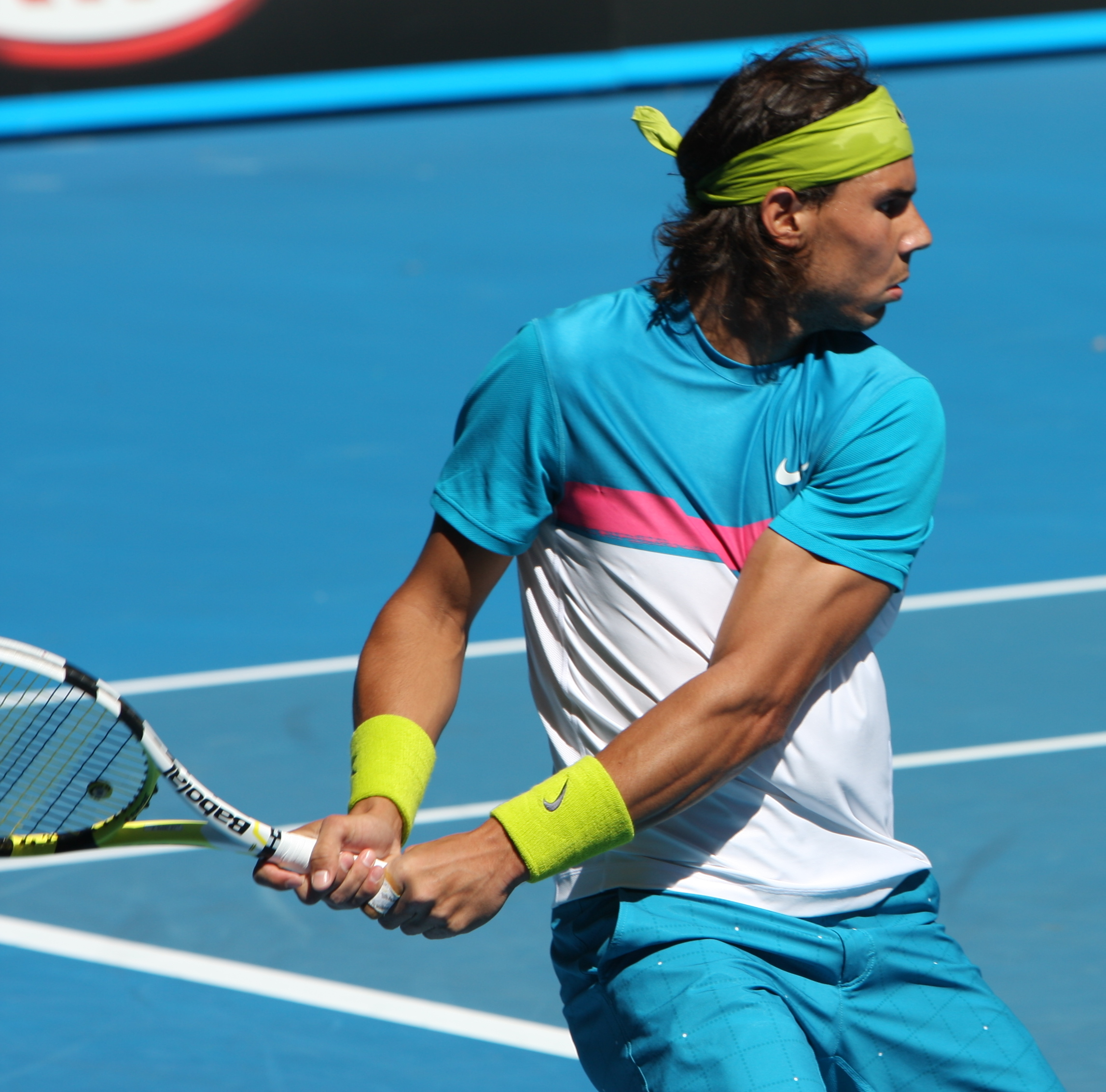
Nadal à l'Open d'Australie 2009

La plus longue en jeux (62), Nadal remporte enfin le tournoi après deux échecs en finale face à Federer alors que l'obscurité s'installe sur le court. C'est l'un des plus beaux matchs de l'histoire du tennis.

#### 19:Open d'Australie 2009
Malgré une 1/2 finale de cinq heures jouée l'avant-veille, Nadal trouve les forces pour remporter cette finale face à Federer qui rate complètement le 5e set et ne peut contenir sa peine après une 3e finale de Grand Chelem perdue consécutivement face à l'Espagnol et l'impossibilité pour cette année de tenter un Grand Chelem.

#### 20:Masters de Madrid 2009
Sur le nouveau stade de Madrid à 1 000 m d'altitude, Federer enregistre une 2e victoire sur terre battue face à Nadal dont le corps commençait à montrer des signes de fatigue après son match record (4 h 03 pour seulement 3 sets) de la veille face à Djokovic. C'est sa première victoire face à Nadal depuis 2007.

#### 21:Masters de Madrid 2010
Nadal prend sa revanche en battant Federer en 2 sets (6-4, 7-6). Il accomplit un triplé Monte Carlo / Rome / Madrid inédit et remportera dans la foulée Roland-Garros, devenant le premier joueur de l'histoire à remporter les 3 Masters 1000 sur terre battue et Roland-Garros la même année.

#### 22:ATP World Tour Finals 2010
Après une année parfaite qui l'a vu remporter trois tournois du Grand Chelem et récupérer la place de numéro 1 mondial, Nadal parvient pour la première fois de sa carrière en finale de Masters Cup, non sans peine puisqu'il élimine en 1/2 finale Andy Murray au terme d'un match intense de plus de trois heures. Il s'incline le lendemain en finale face à Roger Federer en trois sets. C'est le seul set perdu par le Suisse lors du tournoi et également le premier perdu face à l'Espagnol depuis leur première rencontre de Masters Cup en 2006. Federer égale le record de Sampras et Lendl de 5 Masters Cup remportées (2003, 2004, 2006, 2007, 2010). Il confirme sa supériorité sur Nadal en salle, où le lift de Nadal est très atténué par la surface.

#### 23:Masters de Miami 2011
Rafael Nadal domine Roger Federer dans un match à sens unique remporté 6-3, 6-2, en 1 h 18 et ponctué par 38 fautes directes du Suisse.

#### 24:Masters de Madrid 2011
Rafael Nadal bat de nouveau Roger Federer sur terre battue (5/7, 6/1, 6/3), c'est sa 11e victoire en 13 confrontations sur cette surface.

#### 25:Roland-Garros 2011
Roger Federer se qualifie pour la 23e finale en Grand Chelem de sa carrière, la 5e à Roland-Garros, et la 4e contre Rafael Nadal. Il s'incline pourtant une nouvelle fois malgré un match disputé.
Après avoir fait le break dès le début du premier set, Rafael Nadal se retrouve mené 2-5, 30/40. Roger Federer manque alors une amortie sur la balle de set et voit l'Espagnol revenir dans la partie et gagner le premier set 7-5. Le Suisse perdra au total 7 jeux de suite. La finale est stoppée par la pluie après 1 h 55 de jeu, alors que Rafael Nadal menait 7-5, 5-4, 40-A, service à suivre. Après le retour des joueurs, Roger réussit à débreaker mais perd le jeu décisif 7-3. Dans la troisième manche, Rafael Nadal réussit à breaker Roger Federer à 4-2 mais ce dernier finit par recoller à 4-4 puis à lui prendre de nouveau son service à 5-6 et gagne la manche 5-7.
Nadal est mené d'entrée 0-40 sur son service à l'entame du 4e set. On sent alors l'Espagnol vulnérable mais il fait preuve comme dans le premier set d'un mental hors-normes en effaçant les 3 balles de break et en remportant son service. Le Suisse égalise 1-1, ce qui sera son dernier jeu du match. Le break en poche, Rafael Nadal passe à la vitesse supérieure avec des frappes puissantes le long des lignes, des passings en bout de course, et une défense extraordinaire neutralisant le jeu d'attaque de Federer et le poussant à la faute. L'Espagnol gagne en 3 h 40, 7-5, 7-6, 5-7, 6-1 son sixième Roland-Garros, égalant les six victoires de Björn Borg à Roland-Garros, mais surtout il gagne-là son 10e titre du Grand Chelem à seulement 25 ans.

#### 26:ATP World Tour Finals 2011
Rafael Nadal et Roger Federer se retrouvent pour la première fois de leur carrière en match de poule des Masters de tennis masculin. Le Suisse lui inflige sa plus lourde défaite de l'année. Le premier set est équilibré jusqu'à 3-2. Federer prend alors le service de l'Espagnol, tient son break d'avance jusqu'à la fin du premier set. Nadal ne remportera plus qu'un seul jeu dans cette rencontre(6-3, 6-0) C'est le troisième 6-0 que le Suisse inflige à Nadal après Wimbledon 2006 et Hambourg 2007.
Ce match est également le premier que la paire joue sans que l'un des deux soit numéro un mondial, Nadal étant no 2 et Federer no 3.

#### 27:Open d'Australie 2012
Telle une habitude depuis 2007, Rafael Nadal s'est joué de Roger Federer pour rallier sa 2e finale de l'Open d'Australie (65-7, 6-2, 7-65, 6-4). Le Suisse, coupable de 63 fautes directes, pourra une nouvelle fois s'en vouloir. L'Espagnol jouera sa 4e finale majeure de suite face à Novak Djokovic.

#### 28:Masters d'Indian Wells 2012
Dans des conditions climatiques difficiles (avec un vent violent et de la pluie par intermittence), Federer remporte la première manche 6-3. La seconde manche est plus disputée, notamment ponctuée par de nombreux breaks, et c'est finalement le Suisse qui remporte le match. C'est sa première victoire sur Nadal sur dur outdoor depuis la finale du Masters de Miami 2005.

#### 29:Masters d'Indian Wells 2013
Cette confrontation entre les deux hommes est un fait inédit puisque c'est la première fois qu'elle se déroule au stade des quarts de finale. Par ailleurs, cela faisait un an que Rafael Nadal et Roger Federer ne s'étaient plus rencontrés : c'était lors du Masters d'Indian Wells 2012. Cette rencontre est remportée assez facilement par Rafael Nadal, revenant pourtant de 7 mois de blessure, en 2 sets (6-4, 6-2), le Suisse étant diminué par quelques douleurs au dos depuis plusieurs matchs.

#### 30:Masters de Rome 2013
Pour leur première confrontation en finale depuis près de deux ans (à Roland-Garros 2011), Nadal démarre la rencontre en breakant le Suisse dès le troisième jeu. À partir de ce moment, le natif de Manacor a enchaîné huit jeux consécutifs pour se retrouver à 6-1, 3-0. Federer, totalement dépassé, a forcé son jeu et multiplié les fautes directes (32). Si la partie a été aussi facile pour Nadal au Foro Italico, c'est parce que l'Espagnol a appliqué sa tactique habituelle face à son meilleur ennemi, en pilonnant le revers adverse par de longs coups liftés. Nadal concède un de ses breaks remportés alors qu'il sert une première fois pour le match, mais il s'impose finalement 6-1, 6-3.

#### 31:Masters de Cincinnati 2013
Pour leur première confrontation dans l'Ohio, Federer démarre bien la rencontre en empochant la première manche 7-5. Dans la deuxième manche, Nadal breake au meilleur des moments à 5-4 et empoche cette deuxième manche 6-4. Dans la troisième et dernière manche, Nadal breake d'entrée et mène rapidement 3-0. Federer ne reviendra pas dans le match malgré quatre balles de match sauvées dans le dernier jeu à 5-3. Nadal remporte cette ultime et dernière manche 6-3 et s'impose durant cette rencontre. Cependant, le Hawk Eye diffusé sur l'écran géant du stade alors que les deux hommes se serrent la main démontre que la balle de match du Majorquin se trouve légèrement hors des limites du terrain. Mais cet événement ne créera pas de polémique et ce match est considéré comme l'un de leurs plus beaux face à face par le journal l'Equipe.

#### 32:ATP World Tour Finals 2013
C'est la troisième fois qu'ils se rencontrent en demi-finale du Masters. La première manche est disputée et c'est Federer qui est le premier à se procurer des balles de break à 3-2 en sa faveur mais Nadal les sauve et recolle à 3-3. Dans le jeu suivant, c'est au tour de Nadal d'avoir ses premières balles de break et ne rate pas l'occasion pour mener 4-3. À 5-4, Nadal sert pour le gain du set mais Federer débreake et revient à 5-5. Dans le jeu suivant, Nadal reprend de nouveau le service de Federer et mène 6-5 en servant encore pour le gain du set et remporte la première manche 7-5. Dans le set suivant, Nadal impose son rythme puisqu'à 2-2, il breake pour mener 3-2. Plus tard dans le set, Nadal breake de nouveau à 5-3 et remporte le match 7-5, 6-3. C'est la première victoire de Nadal sur Federer en salle.

#### 33:Open d'Australie 2014
Il se rencontrent pour la troisième fois à Melbourne et c'est Nadal qui prend une nouvelle fois le dessus sur le score de 7-64, 6-3, 6-3. Nadal se qualifie pour la troisième fois en finale de l'Open d'Australie.

#### 34:Open de Bâle 2015
Ils se retrouvent en finale du tournoi dans la ville natale de Roger Federer qui a déjà remporté le tournoi suisse à six reprises et se qualifie pour la finale pour la 10e fois de suite. Nadal atteint la finale du tournoi pour la première fois. Il reste sur une série de cinq victoires consécutives face au Suisse. Roger s'impose en 3 sets (6-3, 5-7, 6-3) et remporte le tournoi pour la 7e fois.

#### 35:Open d'Australie 2017
Les deux joueurs se retrouvent en janvier 2017 à l'Open d'Australie pour ce qui constitue leur 2e finale après celle de 2009. Ils s'étaient rencontrés deux fois en demi-finale en 2012 et 2014 et, à chaque fois, Nadal s'était imposé.
Roger Federer s'impose en 5 manches (6-4, 3-6, 6-1, 3-6, 6-3), remportant le tournoi pour la 5e fois, ainsi que son 18e Grand Chelem.
Cette confrontation est le lieu de nombreux rebondissements, Federer et Nadal alternant sets et jeux jusqu'aux dernières balles. Il marque en outre le début du retour de Federer sur le circuit après un arrêt de 6 mois, retour qui l'amènera à nouveau au rang de no 1 mondial quelques mois plus tard. Le niveau tennistique atteint durant cette finale d'anthologie pousse de nombreux commentateurs à en faire le reflet de la rivalité qui dure alors depuis près de quinze ans.

#### 36:Masters d'Indian Wells 2017
Les deux joueurs se retrouvent déjà au stade des huitièmes de finale du Masters d'Indian Wells. Federer s'impose 6-2, 6-3 en 1 heure et 8 minutes et pour la troisième fois de suite.

#### 37:Masters de Miami 2017
Federer bat Nadal pour la quatrième fois d'affilée, sur le score de 6-3, 6-4, remportant pour la troisième fois les deux premiers Masters 1000 américains à la suite (2005, 2006 et 2017).

#### 38:Masters de Shanghai 2017
Le Majorquin s'incline pour la 5e fois consécutive face à Roger Federer. L'Espagnol échoue encore dans sa tentative de rafler le titre à Shanghai. Le tournoi chinois est l'un des trois Masters 1000 qui manque à son riche palmarès avec ceux de Miami et de Paris.

#### 39:Roland-Garros 2019
Alors qu'ils ne se sont plus affrontés depuis deux ans, Federer et Nadal se rencontrent au stade des demi-finales. Nadal s'impose, sous un fort vent, par 6-3, 6-4, 6-2. Il reste invaincu contre le Suisse dans ce tournoi, sur un total de six affrontements.

#### 40:Tournoi de Wimbledon 2019
Alors que, sur gazon, Nadal et Federer se sont toujours affrontés en finale de Wimbledon, ils se retrouvent cette fois en demi-finale. C'est la première fois depuis la finale de l'édition 2008 que les deux joueurs s'affrontent sur cette surface. Federer s'impose en quatre sets 7-63, 1-6, 6-3, 6-4. C'est sa troisième victoire sur herbe contre Nadal en quatre confrontations.

### En double

#### 1:Masters d'Indian Wells 2004
Roger Federer, associé à son compatriote Yves Allegro s'incline face à Rafael Nadal associé à son compatriote Tommy Robredo au second tour en 3 sets (5-7, 6-4, 6-3). La paire espagnole perd au tour suivant.

#### 2:Masters de Rome 2007
Roger Federer, associé à son compatriote Stanislas Wawrinka s'incline face à Rafael Nadal associé à son compatriote Carlos Moyà au premier tour en 2 sets (6-4, 7-65). La paire espagnole perd deux tours plus tard.

#### 3:Masters d'Indian Wells 2011
Roger Federer, associé à son compatriote Stanislas Wawrinka s'impose face à Rafael Nadal associé à son compatriote Marc López en demi-finale en 2 sets (7-5, 6-3). La paire suisse perd au tour suivant.

## Exhibitions

### En simple

#### 1:Seoul Olympic Park Tennis Center,Séoul,2006
Roger Federer s'impose en trois sets sur Dur en salle (6-3, 3-6, 6-3) à Séoul en Corée du Sud.

#### 2:Palma Arena,Palma,Majorque,2007(la «Bataille des surfaces»)
Lorsque ce match fut joué, Roger Federer était à 48 victoires consécutives sur gazon et Rafael Nadal 72 victoires consécutives sur terre battue. Federer a gagné un nombre égal de points dans les deux surfaces, tandis que Nadal a sept points de moins sur gazon et douze points de plus sur terre battue.
Nadal ressort finalement vainqueur de cette rencontre « hybride », après une rencontre accrochée (sur le score de 7-5, 4-6, 7-6),

#### 3:Match for Africa1,Zurich,2010
Le 21 décembre 2010, le Suisse organise au Hallenstadion de Zurich, en Suisse une rencontre en faveur de sa fondation, dans le cadre de la double rencontre « Match for Africa », où il gagne devant son public en 3 sets (4-6 6-3 6-3).

#### 4:Joining Forces for the Benefit of Children,Caja Mágica,Madrid,2010
Le lendemain de leur rencontre à Zurich, le 22 décembre 2010, à Madrid, Rafael Nadal organise la seconde rencontre d'exhibition de charité (« Match For Africa »), à la Caja Mágica de Madrid où il affronte de nouveau Roger Federer. C'est cette fois l'Espagnol qui l'emporte 7-63, 4-6, 6-1, prenant ainsi sa "revanche" sur le Suisse qui l'a battu la veille.

#### 5:Abu Dhabi International Tennis Complex,Abu Dhabi,2011
Le 1er janvier 2011, les deux joueurs jouent la finale du tournoi d'exhibition d'Abu Dhabi, sur Dur, en guise de préparation à l'Open d'Australie. Federer a battu Robin Söderling en 1/2 finale, et Nadal est sorti victorieux de sa rencontre contre Tomáš Berdych. Nadal gagne le tournoi après deux manches accrochées (7-64, 7-63)

#### 6:Matthew Knight Arena,Eugene,Oregon,2011
Le 8 mars 2011, Nadal et Federer jouent une exhibition d'un seul set au Matthew Knight Arena à l'université d'Oregon (États-Unis), pour leur sponsor Nike. Nadal gagne le set et donc la rencontre 7-5.

#### 7:Abu Dhabi International Tennis Complex,Abu Dhabi,2012
Les deux joueurs, éliminés pour leur premier match en 1/2 finale par Novak Djokovic pour Federer et par David Ferrer pour Nadal, s'affrontent donc dans un match pour la troisième place dans ce tournoi d'exhibition d'Abu Dhabi (aucun point ATP) le 31 décembre 2011, en vue de leur préparation pour l'Open d'Australie. C'est Rafael Nadal qui s'impose, 6-1 7-5, lors de cette « petite finale » du tournoi.

#### 8:Match For Africa 6,Le Cap,2020
Federer et Nadal se rencontrent le 7 février 2020 au Cap, en Afrique du Sud pour la sixième édition de Match for Africa.

### En double

#### 1:Indian Wells Tennis Garden,Indian Wells,2010
Au cours de ce match caritatif de double en faveur du tremblement de terre d'Haïti, Federer, associé à Pete Sampras, remporte le match face à Nadal et Andre Agassi (8/6).

## Records de la rivalité Federer / Nadal
- Du tournoi de Wimbledon 2003 à l'US Open 2010, Federer et Nadal ont gagné 25 des 30 titres du Grand Chelem (en excluant l'US Open 2003, Roland-Garros 2004, l'Open d'Australie 2005 et 2008 et l'US Open 2009). Pendant cette période chacun d'eux a complété le Grand Chelem en carrière (Nadal a également complété le Grand Chelem doré en gagnant la médaille d'or aux Jeux olympiques de Pékin, en 2008).
- Federer et Nadal est la seule paire de numéro un et deux dans l'ère open à se disputer la finale de Roland-Garros et de Wimbledon la même année (2006, 2007, 2008). Ils sont également les deux seuls joueurs de l'histoire du tennis à s'affronter lors de ces deux finales trois années consécutives.
- Dans l'histoire du tennis, Federer et Nadal est la seule paire avec le duo Nadal-Djokovic à avoir disputé le plus de finales de Grand Chelem l'un contre l'autre : 9 finales (Wimbledon 2006, 2007 et 2008 ; Roland-Garros 2006, 2007, 2008 et 2011 ; Open d'Australie 2009 et 2017). Le précédent record, de 7 finales, était détenu par Bill Tilden et Bill Johnston.
- Federer et Nadal est la seule paire de numéro un et deux, ainsi que les deux seuls joueurs de l'histoire à avoir gagné 11 titres de Grand Chelem consécutivement (de Roland-Garros 2005 à l'US Open 2007).
- Durant l'ère open, seulement deux paires se sont affrontées lors de trois finales du même Grand Chelem pendant trois années consécutives :
  1. Federer-Nadal : Wimbledon 2006, 2007, 2008 et Roland-Garros 2006, 2007, 2008 ;
  2. Becker-Edberg : Wimbledon 1988, 1989, 1990.
- Federer et Nadal est l'unique paire à gagner au moins quatre finales consécutives lors de trois Grands Chelems différents lors de la même période :
  - Nadal : Roland-Garros 2005, 2006, 2007, 2008 ;
  - Federer : Wimbledon 2003, 2004, 2005, 2006, 2007 ;
  - Federer : US Open 2004, 2005, 2006, 2007, 2008.
- Depuis Wimbledon 2004 à l'US Open 2010 au moins l'un de ces deux joueurs est apparu dans 24 des 26 finales disputées, et en a gagné 23 d'entre elles (hormis l'Open d'Australie 2005, 2008 et l'US Open 2009).
- Federer et Nadal ont gagné 8 fois consécutivement Wimbledon (de 2003 à 2010) et 10 fois de suite Roland-Garros (de 2005 à 2014).
- Durant l'ère open, seulement 5 paires se sont rencontrées en finale de 3 différents Grands Chelems :
  1. Nadal-Djokovic (en finale des 4 Grands Chelems)
  2. Djokovic-Murray (en finale des 4 Grands Chelems)
  3. Lendl-Wilander (Open d'Australie 1983, Roland-Garros 1985, US Open 1987) ;
  4. Agassi-Sampras (US Open 1990, Open d'Australie 1995, Wimbledon 1999)
  5. Federer-Nadal (Roland-Garros 2006, Wimbledon 2006, Open d'Australie 2009)

### Nombre de semaines aux deux premières places du classement ATP
- Du 2 février 2004 jusqu'à la semaine du 4 novembre 2012, soit sur un total de 457 semaines, Roger Federer et Rafael Nadal auront occupé 404 semaines la première place du classement ATP avec 53 semaines d'interruption, ce qui est une performance unique à ce jour.
- Du 25 juillet 2005 jusqu'à la semaine du 21 mars 2011, soit sur un total de 295 semaines, Roger Federer et Rafael Nadal auront occupé 264 semaines les deux premières places du classement ATP avec 31 semaines d'interruption, ce qui est une performance unique à ce jour.
- Du 25 juillet 2005 au 17 août 2008 : 160 semaines consécutives se sont écoulées sans qu'il n'y ait aucun changement aux deux premières places mondiales, ce qui constitue un record.
- Du 25 juillet 2005 au 16 août 2009 : 212 semaines consécutives se sont écoulées sans qu'il n'y ait aucun joueur autre que Roger Federer ou Rafael Nadal qui réussisse à devenir numéro un ou deux mondial, ce qui constitue un record.
- Du 2 février 2004 au 4 juillet 2011 : 387 semaines consécutives se sont écoulées sans qu'il n'y ait aucun joueur autre que Roger Federer ou Rafael Nadal qui réussisse à devenir numéro un mondial, ce qui constitue un record.
- Du 21 août 2017 au 4 novembre 2018 : 63 semaines consécutives se sont écoulées sans qu'il n'y ait aucun joueur autre que Roger Federer ou Rafael Nadal qui réussisse à devenir numéro un mondial.

Mise à jour au 4 novembre 2018.

## Période de domination Federer / Nadal dans les principales compétitions
| A.   | Open d'Australie                  | Roland-Garros                      | Wimbledon                        | US Open                              | Masters                                 | Jeux olympiques                   | Coupe Davis                  | Classement ATP                 |
| ---- | --------------------------------- | ---------------------------------- | -------------------------------- | ------------------------------------ | --------------------------------------- | --------------------------------- | ---------------------------- | ------------------------------ |
| 2003 | Andre Agassi Rainer Schüttler     | Juan Carlos Ferrero Martin Verkerk | Roger Federer Mark Philippoussis | Andy Roddick Juan Carlos Ferrero     | Roger Federer Andre Agassi              | -                                 | Australie Espagne            | Andy Roddick Roger Federer     |
| 2004 | Roger Federer Marat Safin         | Gastón Gaudio Guillermo Coria      | Roger Federer Andy Roddick       | Roger Federer Lleyton Hewitt         | Roger Federer Lleyton Hewitt            | Nicolás Massú Mardy Fish          | Espagne États-Unis           | Roger Federer Andy Roddick     |
| 2005 | Marat Safin Lleyton Hewitt        | Rafael Nadal Mariano Puerta        | Roger Federer Andy Roddick       | Roger Federer Andre Agassi           | David Nalbandian Roger Federer          | -                                 | Croatie Slovaquie            | Roger Federer Rafael Nadal     |
| 2006 | Roger Federer Márcos Baghdatís    | Rafael Nadal Roger Federer         | Roger Federer Rafael Nadal       | Roger Federer Andy Roddick           | Roger Federer James Blake               | -                                 | Russie Argentine             | Roger Federer Rafael Nadal     |
| 2007 | Roger Federer Fernando González   | Rafael Nadal Roger Federer         | Roger Federer Rafael Nadal       | Roger Federer Novak Djokovic         | Roger Federer David Ferrer              | -                                 | États-Unis Russie            | Roger Federer Rafael Nadal     |
| 2008 | Novak Djokovic Jo-Wilfried Tsonga | Rafael Nadal Roger Federer         | Rafael Nadal Roger Federer       | Roger Federer Andy Murray            | Novak Djokovic Nikolay Davydenko        | Rafael Nadal Fernando González    | Espagne * Argentine          | Rafael Nadal Roger Federer     |
| 2009 | Rafael Nadal Roger Federer        | Roger Federer Robin Söderling      | Roger Federer Andy Roddick       | Juan M. del Potro Roger Federer      | Nikolay Davydenko Juan Martín del Potro | -                                 | Espagne République tchèque   | Roger Federer Rafael Nadal     |
| 2010 | Roger Federer Andy Murray         | Rafael Nadal Robin Söderling       | Rafael Nadal Tomáš Berdych       | Rafael Nadal Novak Djokovic          | Roger Federer Rafael Nadal              | -                                 | Serbie France                | Rafael Nadal Roger Federer     |
| 2011 | Novak Djokovic Andy Murray        | Rafael Nadal Roger Federer         | Novak Djokovic Rafael Nadal      | Novak Djokovic Rafael Nadal          | Roger Federer Jo-Wilfried Tsonga        | -                                 | Espagne Argentine            | Novak Djokovic Rafael Nadal    |
| 2012 | Novak Djokovic Rafael Nadal       | Rafael Nadal Novak Djokovic        | Roger Federer Andy Murray        | Andy Murray Novak Djokovic           | Novak Djokovic Roger Federer            | Andy Murray Roger Federer         | République tchèque Espagne * | Novak Djokovic Roger Federer   |
| 2013 | Novak Djokovic Andy Murray        | Rafael Nadal David Ferrer          | Andy Murray Novak Djokovic       | Rafael Nadal Novak Djokovic          | Novak Djokovic Rafael Nadal             | -                                 | République tchèque Serbie    | Rafael Nadal Novak Djokovic    |
| 2014 | Stanislas Wawrinka Rafael Nadal   | Rafael Nadal Novak Djokovic        | Novak Djokovic Roger Federer     | Marin Čilić Kei Nishikori            | Novak Djokovic Roger Federer            | -                                 | Suisse France                | Novak Djokovic Roger Federer   |
| 2015 | Novak Djokovic Andy Murray        | Stanislas Wawrinka Novak Djokovic  | Novak Djokovic Roger Federer     | Novak Djokovic Roger Federer         | Novak Djokovic Roger Federer            | -                                 | Grande-Bretagne Belgique     | Novak Djokovic Andy Murray     |
| 2016 | Novak Djokovic Andy Murray        | Novak Djokovic Andy Murray         | Andy Murray Milos Raonic         | Stanislas Wawrinka Novak Djokovic    | Andy Murray Novak Djokovic              | Andy Murray Juan Martín del Potro | Argentine Croatie            | Andy Murray Novak Djokovic     |
| 2017 | Roger Federer Rafael Nadal        | Rafael Nadal Stanislas Wawrinka    | Roger Federer Marin Čilić        | Rafael Nadal Kevin Anderson          | Grigor Dimitrov David Goffin            | -                                 | France Belgique              | Rafael Nadal Roger Federer     |
| 2018 | Roger Federer Marin Čilić         | Rafael Nadal Dominic Thiem         | Novak Djokovic Kevin Anderson    | Novak Djokovic Juan Martín del Potro | Alexander Zverev Novak Djokovic         | -                                 | Croatie France               | Novak Djokovic Rafael Nadal    |
| 2019 | Novak Djokovic Rafael Nadal       | Rafael Nadal Dominic Thiem         | Novak Djokovic Roger Federer     | Rafael Nadal Daniil Medvedev         | Stéfanos Tsitsipás Dominic Thiem        | -                                 | Espagne Canada               | Rafael Nadal Novak Djokovic    |
| 2020 | Novak Djokovic Dominic Thiem      | Rafael Nadal Novak Djokovic        | N/O                              | Dominic Thiem Alexander Zverev       | Daniil Medvedev Dominic Thiem           | -                                 | -                            | Novak Djokovic Rafael Nadal    |
| 2021 | Novak Djokovic Daniil Medvedev    | Novak Djokovic Stéfanos Tsitsipás  | Novak Djokovic Matteo Berrettini | Daniil Medvedev Novak Djokovic       | Alexander Zverev Daniil Medvedev        | Alexander Zverev Karen Khachanov  | Russie Croatie               | Novak Djokovic Daniil Medvedev |
| 2022 | Rafael Nadal Daniil Medvedev      | Rafael Nadal Casper Ruud           | Novak Djokovic Nick Kyrgios      | Carlos Alcaraz Casper Ruud           | Novak Djokovic Casper Ruud              | -                                 | Canada Australie             | Carlos Alcaraz Rafael Nadal    |

(* Nadal, blessé, est absent pour la finale.)